# Leptospirose der Wiederkäuer
Die Leptospirose der Wiederkäuer ist eine bakterielle Erkrankung der Wiederkäuer. Die (serologisch nicht unterscheidbaren) Hauptserovare sind Leptospira interrogans serovar Hardjoprajitno, das nur in Europa vorkommt und Leptospira borgpetersenii serovar Hardjobovis, das weltweit vorkommt. Die früher als Haupterreger geltenden Serovare Leptospira kirschneri serovar Grippotyphosa, Leptospira interrogans serovar Icterohaemorrhagiae und Leptospira interrogans serovar Pomona wurden inzwischen in den Hintergrund gedrängt.
Die Wiederkäuerleptospirose ist besonders in Regionen mit extensiver Weidehaltung verbreitet. In den USA ist die Wiederkäuerleptospirose sehr weit verbreitet.

## Pathogenese
Ein wichtiges Erregerreservoir ist der Naturherd: hier sind insbesondere die Nagerarten Wanderratte, Brandmaus und andere Mäuse und Hamsterarten zu erwähnen. In feuchter und warmer Umgebung können Leptospiren lange überleben (kontaminiertes Wasser!). Über die Schleimhaut dringen die Erreger dann aktiv in den Körper ein; auch Deckinfektionen sind möglich. Es kommt in der Folge zur Bakteriämie, zur Bildung von Endotoxinen und zu einer Schädigung der roten Blutkörperchen, des Zentralnervensystems, der Blutgefäße und anderer Organe. Auch Früchte können geschädigt werden.
Bei der einsetzenden Immunabwehr werden fast alle Erreger abgetötet, bleiben aber in den Nierenkanälchen erhalten und werden über den Harn längere Zeit ausgeschieden.

## Klinik
Symptome sind Fieber, Gelbsucht, Hämoglobinurie und Blutarmut. Im Stadium der Bakteriämie treten Apathie, Fressunlust und Leistungsabfall auf. Infizierte Tiere scheiden den Erreger 20 Monate aus.

## Diagnose
Der Erreger wird angezüchtet und per Dunkelfeldmikroskopie nachgewiesen. Auch der serologische Nachweis ist möglich.

## Therapie und Prophylaxe
Wirksame Antibiotika sind Penicillin, Aminopenicilline, Dihydrostreptomycin und Tetracyclin. Eine Impfung ist möglich, in Deutschland aber zurzeit wegen der geringen Prävalenz nicht notwendig.

## Tierseuchengesetz
Bei der Wiederkäuerleptospirose handelt es sich um eine beim Schaf meldepflichtige Tierkrankheit. In Österreich unterliegt sie nach dem Zoonosegesetz der amtlichen Überwachung.
Die Leptospirose zählt zu den Zoonosen. Grundlage der Bekämpfung sind serologische Überwachungsprogramme oder Impfungen.